# Sarah Jodoin Di Maria
Sarah Jodoin Di Maria (Montreal, Canadá, 3 de enero de 2000) es una deportista italiana que compite en saltos de plataforma.
En los Juegos Europeos de Cracovia 2023 consiguió tres medallas, plata por equipo mixto y bronce en plataforma 10 m y plataforma 10 m sincro mixto. Ganó seis medallas en el Campeonato Europeo de Natación entre los años 2021 y 2025.

## Palmarés internacional
| Juegos Europeos    | Juegos Europeos    | Juegos Europeos   | Juegos Europeos              |
| Año                | Lugar              | Medalla           | Prueba                       |
| ------------------ | ------------------ | ----------------- | ---------------------------- |
| 2023               | Rzeszów (Polonia)  | Medalla de plata  | Equipo mixto                 |
| 2023               | Rzeszów (Polonia)  | Medalla de bronce | Plataforma 10 m              |
| 2023               | Rzeszów (Polonia)  | Medalla de bronce | Plataforma 10 m sincro mixto |
| Campeonato Europeo |                    |                   |                              |
| Año                | Lugar              | Medalla           | Prueba                       |
| 2021               | Budapest (Hungría) | Medalla de plata  | Equipo mixto                 |
| 2022               | Roma (Italia)      | Medalla de oro    | Equipo mixto                 |
| 2022               | Roma (Italia)      | Medalla de bronce | Plataforma 10 m sincro mixto |
| 2025               | Antalya (Turquía)  | Medalla de oro    | Plataforma 10 m              |
| 2025               | Antalya (Turquía)  | Medalla de plata  | Plataforma 10 m sincro mixto |
| 2025               | Antalya (Turquía)  | Medalla de bronce | Equipo mixto                 |